# Steve Carell
Steven John Carell (Concord, Massachusetts, 16 de agosto de 1962) es un actor, actor de voz, historiador, productor de cine y comediante estadounidense. Ganó un Globo de Oro por su reconocido papel de Michael Scott en la serie de NBC The Office (2005-2013) y fue nominado al premio Óscar al Mejor Actor en 2014 por Foxcatcher. En 2019 comenzó a interpretar a Mitch Kessler en la serie The Morning Show en Apple TV+.

## Biografía y carrera

### Primeros años
Carell, el menor de cuatro hermanos, nació en el Emerson Hospital de Concord, Massachusetts, y creció cerca de Acton. Es hijo de Harriet T. Koch, enfermera, y Edwin A. Carell, ingeniero.
Su tío materno, Stanley Koch, trabajó con Allen B. DuMont. Su abuelo paterno era italiano; su padre nació con el apellido Caroselli, que luego sería sustituido por Carell. Su abuela paterna era de ascendencia alemana y su madre de ascendencia polaca. El pequeño Steve creció en un entorno católico y fue educado en The Fenn School y Middlesex School. Durante la secundaria jugaba hockey sobre hielo. Tocaba el pífano junto a otros miembros de su familia y estuvo inscrito en un grupo de recreación histórica para representar el X Regimiento de Infantería North Lincoln. Carell atribuyó a esto su interés por la historia.
En 1984 obtuvo el título en Historia por la Universidad de Denison de Granville, Ohio. En Denison, Carell fue miembro de Burpee's Seedy Theatrical Company, un grupo de comedia de improvisación formado por estudiantes.

### Trayectoria inicial
Tras unas primeras incursiones en el teatro y de participar en el Second City de Chicago, debutó en el cine con La pequeña pícara (1991). Participó entonces en la serie Over the Top, el programa de Dana Carvey y en The Daily Show antes de intervenir en otras películas como Bruce Almighty (2003), El reportero (2004), Embrujada (2005), Virgen a los 40 (2005). También apareció en Watching Ellie (2002) y Come to Papa (2004).

### The Office

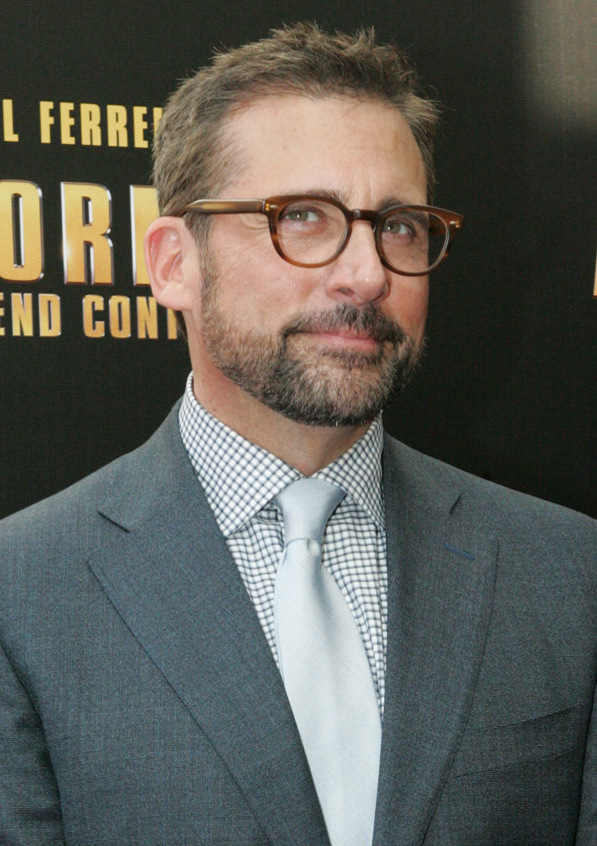
Carell en 2013.

En 2005, Carell firmó un contrato con la NBC para protagonizar The Office, adaptación de una serie de televisión británica de éxito interpretada y realizada por Ricky Gervais. Carell interpreta el papel de Michael Scott, director regional de la empresa de suministros de papelería Dunder Mifflin en Scranton (Pensilvania). Aunque la primera temporada recibió algunas críticas, NBC renovó para una temporada más debido al éxito anticipado de la película de Carell The 40-Year-Old Virgin, y la serie posteriormente se convirtió en un éxito de audiencia. 
Por su trabajo en la serie ganó un Globo de Oro, el premio de la Asociación de Críticos de Televisión en 2006 por su papel y seis nominaciones a los premios Emmy. Por cada episodio de la tercera temporada, Carell ganó aproximadamente 175000 dólares, el doble de su salario durante las dos temporadas anteriores. En una entrevista de Entertainment Weekly, comentó al respecto: «No quiero que la gente piense que eres un imbécil consentido. Los salarios pueden ser ridículos. Por otra parte, hay una gran cantidad de personas que están haciendo un montón de dinero de estos programas».  A Carell se le permitió tener más tiempo flexible en la grabación del programa para poder atender otros compromisos profesionales. 
Carell trabajó en Evan Almighty durante una pausa de la producción durante la segunda temporada de The Office. La producción terminó en la mitad de la cuarta temporada de la serie debido a la negativa de Carell y los demás a cruzar la línea de piquetes montada a raíz de la huelga de escritores de 2007. Carell, miembro del Writers Guild of America, escribió dos episodios: «Casino Night» y «Survivor Man», que recibierion críticas positivas. 
En la lista de los Top 40 de actores mejor pagados de Hollywood publicada por Vanity Fair en 2010, Carell se encontraba en el número 31, con ganancias aproximadas de $17,5 millones. El 29 de abril del mismo año, declaró que abandonaría The Office al final de la temporada 2010-2011. Su último episodio, «Good bye, Michael», se estrenó el 28 de abril de 2011 con su último plano que mostraba a Carell caminando hacia un avión con destino a Colorado para reunirse con su novia, Holly Flax. Para el episodio que cerró la serie, volvió a interpretar por última vez a Michael Scott en un cameo corto pero muy emotivo en donde muestra que será el padrino de la boda de Dwight, y finalmente es padre junto a su pareja Holly Flax.

### Proyectos posteriores
En 2016, creó en conjunto a su esposa Nancy Walls Carell la serie de comedia policiaca Angie Tribeca, emitida en TBS por cuatro temporadas hasta 2018, y protagonizada por Rashida Jones.

## Vida personal
Steven Carell está casado con Nancy Ellen Walls, a quien conoció cuando ella era estudiante en una clase de improvisación y él enseñaba en Second City. Tuvieron dos hijos, Elisabeth Anne (2001) y John (2004). Además de trabajar con él como corresponsal en The Daily Show, Nancy también actúa con él en The Office, interpretando a su agente inmobiliario y novia ocasional Carol Stills, y en The 40-Year-Old Virgin, esta vez como terapeuta sexual.
Su última aparición juntos fue en la película Buscando un amigo para el fin del mundo, en la que ella interpretaba a Linda, la mujer que lo abandona por miedo al fin del mundo.

## Filmografía

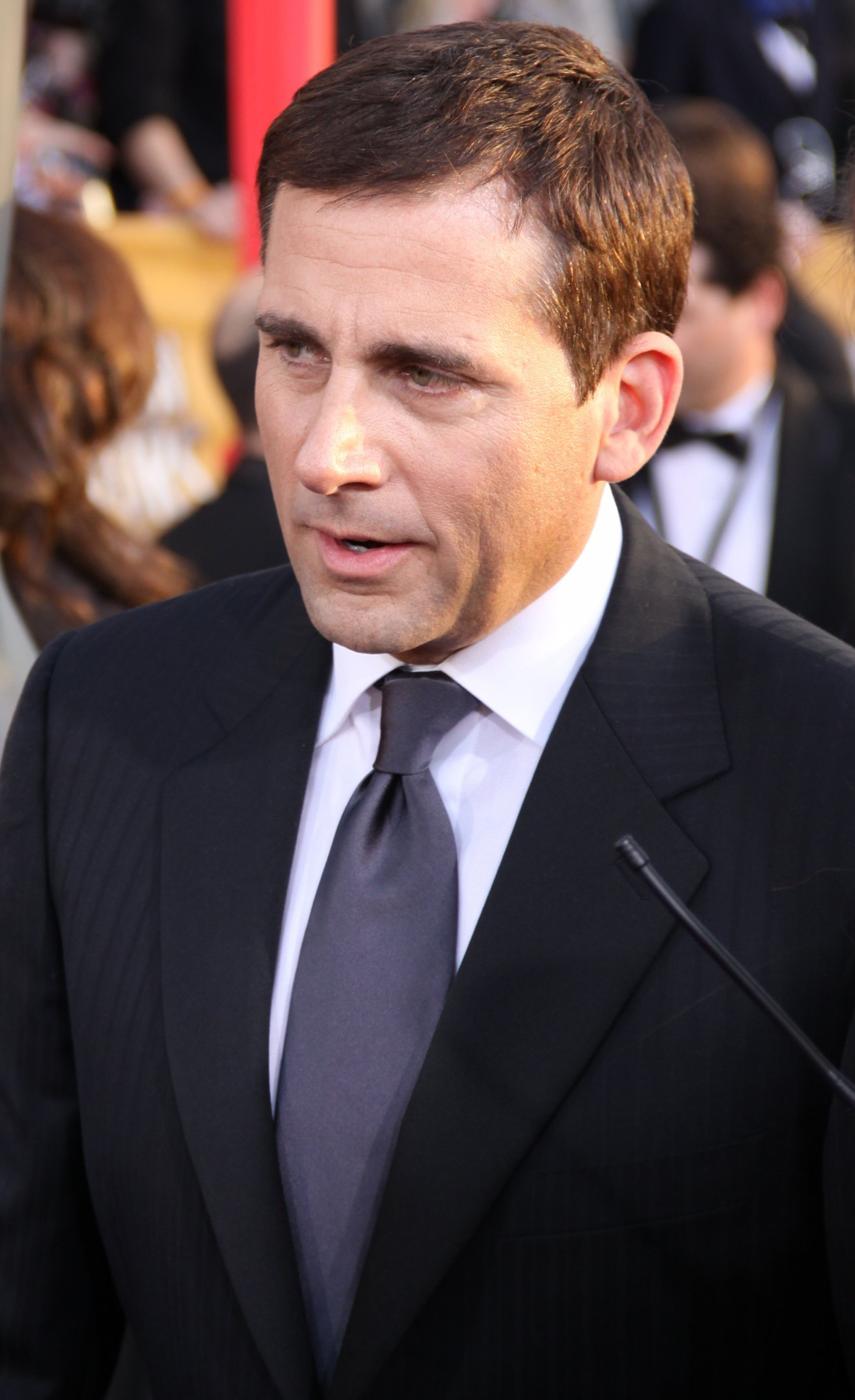
Steve en los Premios SAG de 2010.

| Año  | Película                                                    |
| ---- | ----------------------------------------------------------- |
| 1991 | La pequeña pícara                                           |
| 2002 | Watching Ellie                                              |
| 2003 | Bruce Almighty                                              |
| 2004 | Anchorman: The Legend of Ron Burgundy                       |
| 2004 | Come to papa                                                |
| 2004 | Wake Up, Ron Burgundy: The Lost Movie                       |
| 2004 | Melinda y Melinda                                           |
| 2005 | Virgen a los 40                                             |
| 2005 | Bewitched                                                   |
| 2006 | Vecinos invasores                                           |
| 2006 | The Shaggy Dog                                              |
| 2006 | Little Miss Sunshine                                        |
| 2007 | Knocked Up                                                  |
| 2007 | Dan in Real Life                                            |
| 2007 | Evan Almighty                                               |
| 2008 | Dr. Seuss' Horton Hears a Who!                              |
| 2008 | Superagente 86                                              |
| 2010 | Date Night                                                  |
| 2010 | Despicable Me (voz)                                         |
| 2010 | Dinner for Schmucks                                         |
| 2011 | Crazy, Stupid, Love.                                        |
| 2012 | Buscando un amigo para el fin del mundo                     |
| 2012 | Hope Springs                                                |
| 2012 | Dogs of Babel                                               |
| 2013 | The Incredible Burt Wonderstone                             |
| 2013 | Despicable Me 2 (voz)                                       |
| 2013 | The Way, Way Back                                           |
| 2013 | Anchorman 2: The Legend Continues                           |
| 2014 | Foxcatcher                                                  |
| 2014 | Alexander and the Terrible, Horrible, No Good, Very Bad Day |
| 2015 | Minions (voz)                                               |
| 2015 | Freeheld                                                    |
| 2015 | La gran apuesta                                             |
| 2016 | Café Society                                                |
| 2017 | La última bandera                                           |
| 2017 | Battle of the Sexes                                         |
| 2017 | Despicable Me 3 (voz)                                       |
| 2018 | Beautiful Boy                                               |
| 2018 | Bienvenidos a Marwen                                        |
| 2018 | Vice                                                        |
| 2019 | The Morning Show (serie de TV)                              |
| 2020 | Un plan irresistible                                        |
| 2020 | Space Force (serie de TV)                                   |
| 2021 | She Came to Me                                              |
| 2022 | Minions: The Rise of Gru (voz)                              |
| 2022 | The Patient                                                 |
| 2023 | Asteroid City                                               |
| 2024 | IF (voz)                                                    |
| 2024 | Despicable Me 4 (voz)                                       |

## Premios y nominaciones
Premios Óscar
| Año  | Categoría   | Película   | Resultado |
| ---- | ----------- | ---------- | --------- |
| 2015 | Mejor actor | Foxcatcher | Nominado  |

Globos de Oro
| Año  | Categoría                                      | Película            | Resultado |
| ---- | ---------------------------------------------- | ------------------- | --------- |
| 2005 | Mejor actor de serie de TV - Comedia o musical | The Office          | Ganador   |
| 2011 | Mejor actor de serie de TV - Comedia o musical | The Office          | Nominado  |
| 2014 | Mejor actor - Drama                            | Foxcatcher          | Nominado  |
| 2015 | Mejor actor - Comedia o musical                | La gran apuesta     | Nominado  |
| 2017 | Mejor actor - Comedia o musical                | Battle of the Sexes | Nominado  |

Premios BAFTA
| Año  | Categoría              | Película   | Resultado |
| ---- | ---------------------- | ---------- | --------- |
| 2014 | Mejor actor de reparto | Foxcatcher | Nominado  |

Sindicato de Actores
| Año  | Categoría              | Película             | Resultado |
| ---- | ---------------------- | -------------------- | --------- |
| 2006 | Mejor reparto          | Little Miss Sunshine | Ganador   |
| 2014 | Mejor actor            | Foxcatcher           | Nominado  |
| 2017 | Mejor actor de reparto | Battle of the Sexes  | Nominado  |

Nickelodeon Kids' Choice Awards
| Año  | Premio              | Categoría                                  | Trabajo nominado                   | Resultado | Ref.   |
| ---- | ------------------- | ------------------------------------------ | ---------------------------------- | --------- | ------ |
| 2025 | Kids' Choise Awards | Voz masculina favorita de película animada | Su voz para Gru en Despicable Me 4 | Nominada  | [ 12 ] |